# Turnstiles
Turnstiles — четвёртый студийный альбом американского певца и автора песен Билли Джоэла, выпущенный 19 мая 1976 года лейблами Family Productions и Columbia Records.

## Об альбоме
Джоэл записал Turnstiles отчасти для того, чтобы отпраздновать своё возвращение в родной Нью-Йорк. В трёх треках альбома упоминается Нью-Йорк: «Summer, Highland Falls», «New York State of Mind» и «Miami 2017 (Seen the Lights Go Out on Broadway)». В одном из интервью Билли заявил, что текст песни «James» отсылает к разным людям, которых он знал в реальной жизни, а главный герой является «собирательным образом» этих людей. В песне «Prelude/Angry Young Man» Джоэл начинает и заканчивает песню быстрыми ударами по клавишам фортепиано, которые имитируют партию ударных в песне «Wipe Out» группы The Surfaris.
Фотография для обложки альбома была сделана на верхней платформе станции метро Нью-Йорка Астор-Плейс. По словам Джоэла, каждый из персонажей на обложке альбома олицетворяет определённую песню (например, девушка в наушниках — «All You Wanna Do is Dance», а богатая пара — «I’ve Loved These Days»).
Барбра Стрейзанд исполнила песню New York State of Mind в своём альбоме Superman, выпущенном весной 1977 года, тем самым открыв музыку Билли Джоэла широкой аудитории. Он поблагодарил её за это, а также сказал, что его родственники были впечатлены тем, что королева Бруклина исполнила одну из его песен.

## Список композиций
Все песни написаны Билли Джоэлом.
| №  | Название                    | Длительность |
| -- | --------------------------- | ------------ |
| 1. | «Say Goodbye to Hollywood»  | 4:36         |
| 2. | «Summer, Highland Falls»    | 3:15         |
| 3. | «All You Wanna Do Is Dance» | 3:40         |
| 4. | «New York State of Mind»    | 5:58         |

| №                   | Название                                          | Длительность |
| ------------------- | ------------------------------------------------- | ------------ |
| 5.                  | «James»                                           | 3:53         |
| 6.                  | «Prelude/Angry Young Man»                         | 5:17         |
| 7.                  | «I've Loved These Days»                           | 4:31         |
| 8.                  | «Miami 2017 (Seen the Lights Go Out on Broadway)» | 5:12         |
| Общая длительность: | Общая длительность:                               | 36:22        |

Многие треки имеют альтернативные миксы, доступные только на пластинке Quadrophonic, в том числе «New York State of Mind», «Prelude/Angry Young Man», «I’ve Loved These Days» и «Miami 2017 (Seen the Lights Go Out on Broadway)». Вопреки некоторым источникам, соло на саксофоне в «New York State of Mind» никогда не перезаписывалось Филом Вудсом для выпуска Greatest Hits, Vols. I и II. Единственный раз, когда Фил Вудс участвовал в записи Билли Джоэла, была песня «Just the Way You Are» в 1977 году.

## Участники записи
Из описания AllMusic.
Музыканты
- Билли Джоэл — вокал, акустическое и электрическое фортепиано, синтезатор Moog, клавинет, органы
- Хоуи Эмерсон, Рассел Джаворс — электрогитара и акустическая гитара
- Джеймс Смит — акустическая гитара
- Дуг Стегмайер — бас-гитара
- Либерти ДеВитто — ударные
- Минго Льюис — перкуссия
- Ричи Канната — саксофоны, кларнет
- Кен Ашер — оркестровые аранжировки

Технический
- Джерри Абрамовиц — фотограф, сделавший обложку
- Джон Берг — дизайн обложки
- Джерард Уэрта — надпись на обложке
- Брюс Ботник — сведение
- Джон Брэдли — инженер, руководитель проекта
- Джо Бакли — координатор производства
- Билли Джоэл — продюсер
- Дон Пулузе — инженер
- Брайан Рагглс — основной консультант по трекам
- Лу Ваксман — звукорежиссёр

## Критика
Роберт Кристгау из The Village Voice написал, что мастерство Джоэла улучшается, но «он становится всё более несносным: антиидеализм «Prelude/Angry Young Man» уже не кажется таким привлекательным в сочетании с псевдоироничным сибаритизмом "I've Loved These Days". В ретроспективном обзоре Стивен Томас Эрлевайн из AllMusic написал, что «ключом к успеху пластинки является разнообразие, то, как альбом выходит из бодрой "All You Wanna Do Is Dance" в стиле Маккартни к салонной песне "New York State of Mind"; то, как горько-циничный "Angry Young Man" уступает место прекрасной "I've Loved These Days" и сюрреалистической апокалиптической фантазии «Miami 2017 (Seen the Lights Go Out on Broadway)».
CashBox назвал сингл «James» «песней для старого друга, в которой я задаюсь вопросом, чем он сейчас занимается», добавив: «эта прекрасная мелодия начинается с чувственной игры на Fender Rhodes в сопровождении баса. Постепенно, по мере развития песни, меняется и инструментальное сопровождение». Журнал также заявил, что сингл «I’ve Loved These Days» создаёт «идеальное настроение для грандиозного романтического кино», и отметил его «элегантные струнные и грохочущее фортепиано».
Record World написал, что «и мелодия, и текст «I’ve Loved These Days» выделяются на фоне других и могут вывести его на вершину».

## Позиции в чартах
| Чарт (1976-77)                | Позиция |
| ----------------------------- | ------- |
| Австралия (Kent Music Report) | 12      |
| США Billboard 200             | 122     |
| Чарт (2004)                   | Позиция |
| Япония (Oricon)               | 286     |

## Сертификация
| Регион                                                      | Сертификация | Продажи    |
| ----------------------------------------------------------- | ------------ | ---------- |
| Австралия (ARIA)                                            | Золотой      | 20 000^    |
| США (RIAA)                                                  | Платиновый   | 1 000 000^ |
| ^ Данные о тиражах приведены только на основе сертификации. |              |            |